# Karel De Wolf
Karel De Wolf (* 27. August 1952 in Popokabaka, Republik Kongo (damals noch Belgisch Kongo); † 23. Februar 2011 in Löwen) war ein belgischer Komponist, Dirigent und Musiker.

## Biografie
Mit 15 Jahren begann er sein Musikstudium am Konservatorium in Löwen, Belgien. 1977 schloss er sein Studium in Leuven in den Fächern Musikerziehung, Harmonielehre, Kontrapunkt und Chordirektion mit Auszeichnungen ab. Danach studierte er am gleichen Institut noch Violine, Klavier, Posaune und Tuba. Anschließend studierte er noch Fuge und Blasorchesterdirektion am Königlichen Konservatorium Brüssel. 
Nach seinem Studium wurde er Dozent für Harmonielehre am Lemmens-Institut in Löwen, Belgien und dirigierte das Blasorchester dieser Einrichtung.

## Werke
Werke für Blasorchester
- Vier Impressies
  1. Uit het Noorden
  2. Uit het Zuiden
  3. Uit het Oosten
  4. Uit het Westen
- Baeckelandt en zijn bende
  1. Hanselijn
  2. In de folterkamer
  3. Mars naar het schavot
  4. Van Diemens-Land
- Ikebana
- Suite over Hertog Jan van Brabant
- Zes oude Vlaamse Dansen